# Michael Roth
Michael Roth (Heidelberg, 15 de febrer de 1962), és un exjugador d'handbol alemany que va competir als Jocs Olímpics d'Estiu de 1984.
El 1984 va formar part de la selecció de la República Federal Alemanya que va guanyar la medalla d'argent a les Olimpíades de Los Angeles. Hi va jugar dos partits, i va marcar dos gols.
El seu germà bessó Ulrich Roth també fou membre del mateix equip.
Michael Roth és l'entrenador del HSG Wetzlar de la Bundesliga des de 2009.